# Mechanotron

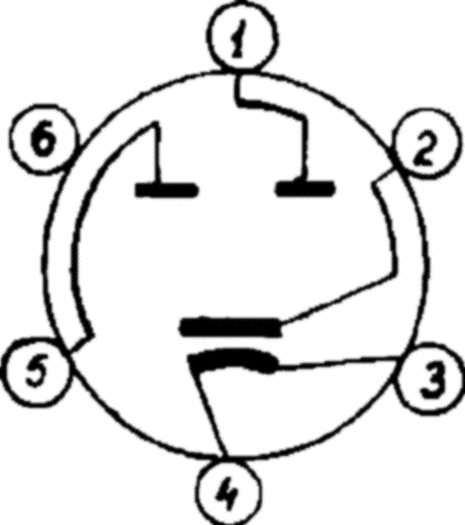
Mechanotron 6МХ1Б (6MH1B) – rysunek cokołu)
1 — anoda ruchoma
2 — katoda
3 — żarzenie
4 — żarzenie
5 — anoda nieruchoma
6 — nie podłączone

Mechanotron – lampa elektronowa, w której jedna z elektrod jest ruchoma, przez co mechaniczne oddziaływanie na tę elektrodę (jej przesunięcie) powoduje proporcjonalną zmianę napięcia lub prądu wyjściowego. Owo przesunięcie może być liniowe bądź rzadziej – kątowe. W najprostszym mechanotronie diodowym oprócz stałej katody występuje ruchoma anoda połączona z trzpieniem wyprowadzonym poprzez elastyczny mieszek na zewnątrz lampy. Ów mieszek zapewnia szczelność lampy. Czułość mechanotronu jest zazwyczaj rzędu dziesiętnych części mA na μm.
Przykładem subminiaturowego mechanotronu produkcji radzieckiej jest 6МХ1Б (6MH1B). To podwójna dioda, w której położenie jednej z anod można zmienić naciskając na trzpień wyprowadzony z metalowo-szklanego korpusu przez hermetyczną membranę. Odpowiednio do zmiany położenia tej anody zmienia się prąd anodowy. Prąd drugiej (nieruchomej) anody jest wykorzystywany jako wzorcowy przy zastosowaniu w układach mostkowych. Czułość tego mechanotronu jest nie mniejsza od 20 μA/μm, a zakres mierzonych przesunięć 0–140 μm.